# Walter E. Lautenbacher
Walter Ernst Hans Werner Lautenbacher (* 23. Februar 1920 in München; † 10. August 2000 in Leonberg) war ein deutscher Fotodesigner. Er war zudem einer der führenden Modefotografen seiner Zeit. Er ist der Initiator und Gründer des BFF Berufsverband Freie Fotografen und Filmgestalter und gilt als Begründer des Berufsstands des Fotodesigners.

## Leben

### Kindheit und Ausbildung
Walter E. Lautenbacher, 1920 in München geboren, studierte dort von 1947 bis 1949 an der Bayerischen Staatslehranstalt für Lichtbildwesen (zuletzt: Staatliche Fachakademie für Fotodesign München). Diese Schule war 1900 von seinem leiblichen Vater G. H. Emmerich als Lehr- und Versuchsanstalt für Photographie gegründet worden, dem damals ersten Professor für Lichtbildkunst in Bayern.

### Tätigkeit als Fotodesigner
Nach Abschluss seines Studiums fand Lautenbacher eine Anstellung bei Foto Barth in Fellbach bei Stuttgart, wo er als Leiter deren Studios für Werbefotografie praktizierte.

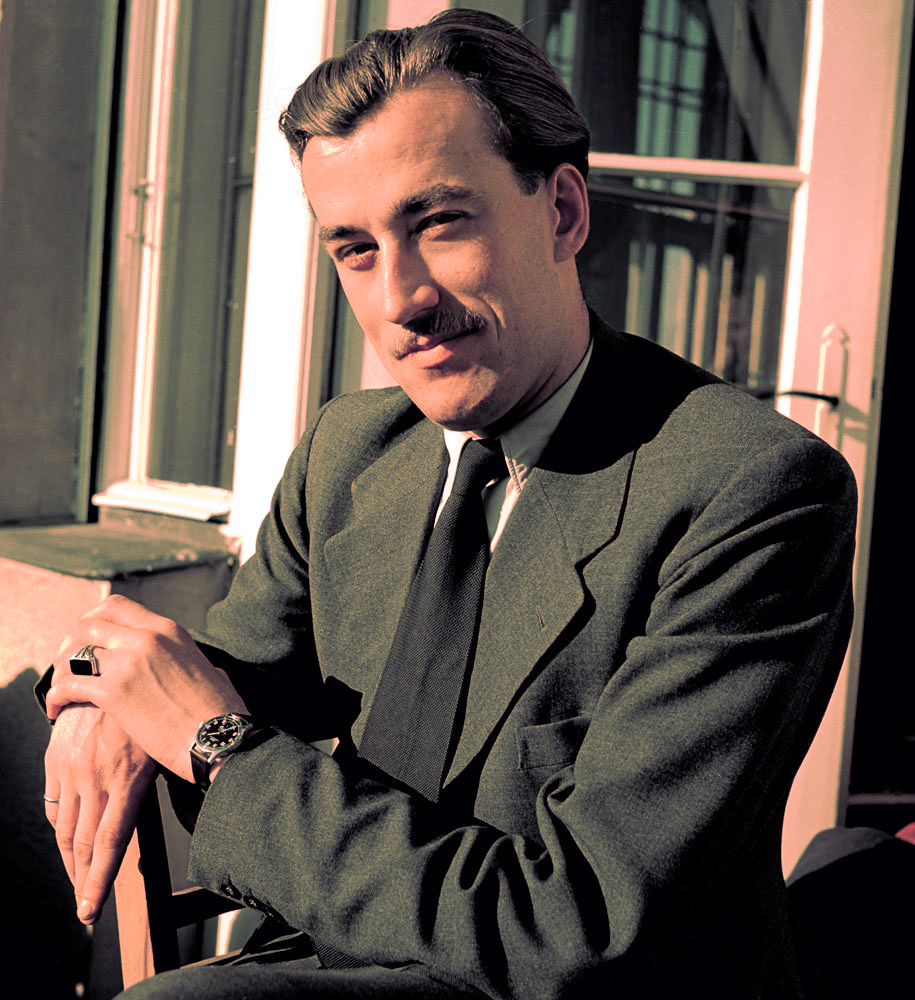
Walter E. Lautenbacher als junger Fotograf. Selbstporträt 1954 in Stuttgart.

Im Jahre 1954 machte sich Lautenbacher dann mit seinem ersten Studio für Modefotografie in der Stuttgarter Marienstraße selbständig. In den folgenden Jahren entwickelte er sich zu einem der führenden Modefotografen seiner Zeit.
Ab 1959 arbeitete er mit den Moderedaktionen der Zeitschriften Constanze und Petra in Hamburg, mit denen er u. a. auch die Pariser Mode fotografierte. Für diese Zeitschriften entstanden über 250 mehrseitige Modereportagen.
Mit den Redaktionen von La Donna und Annabelle in Italien fotografierte Lautenbacher in Mailand und Florenz die neuesten Kollektionen für Prêt-à-porter. Für die Annabelle in der Schweiz, für die Zeitschriften Freundin, Neue Mode und Für Sie übernahm er viele Modereisen. Zugleich arbeitete er für die Presse- und Werbeabteilungen großer Markenartikler, wie Bleyle, Triumph, Egeria, Comtesse, Hanro Swiss, Bogner, Ergee und Schiesser, um nur die wichtigsten zu nennen.
Seit 1954 praktizierten bei Lautenbacher zwei Dutzend Assistenten. Die Mehrzahl von ihnen sind erfolgreiche Kollegen geworden. Lautenbacher hat auch viele Fotomodelle gefördert und sie in der Öffentlichkeit bekannt gemacht, u. a. Ina Balke, Juliane Biallas (Lautenbacher's spätere Ehefrau), Rita Jaeger, Sylvia Dakis, Beate Schulz (spätere Ehefrau des Modefotografen James Moore in New York), Margie Schmitz (spätere Ehefrau des Schauspielers Curt Jürgens), Mirja Larsson (spätere Ehefrau des Unternehmers Gunther Sachs), Astrid Schiller (spätere Ehefrau des Hoteliers Robert E. Wirth, Rom), Gloria ter Braake, Gabrielle von Canal, Britta Bauer, Evelyn Kühn u. v. a. Sie waren alle auf den Titelseiten von High-End-Modemagazinen und in diversen anderen Fotostrecken der Modepresse zu sehen.
In der Bundesrepublik war es stets üblich, alle Kniffe und Pfiffe der Beleuchtung und Gestaltung möglichst „geheim“ zu halten. Lautenbacher hatte sich dagegen schon frühzeitig gewehrt. Er hatte immer Lust, durch offene Darlegung seiner Aufnahmetechniken die Konkurrenz zu beleben. Schon in den 50er Jahren zeigte er den interessierten Kollegen als erster sein neu eingerichtetes Studio mit Leuchtröhren, die damals die heißen Scheinwerfer verdrängten. Später holte er sich aus Amerika die ersten Farbpapiere für die Hintergründe, informierte sich auf mehreren Reisen nach New York über die neuesten Elektronenblitze und gab sein Wissen weiter. 1963 zeigte er auf der Photokina zum ersten Mal öffentlich die von ihm eingeführte Methode der „Fettscheibe“, d. h. eines selbst herzustellenden, variablen Weichzeichners für die Mode- und Werbefotografie.

### Gründung des BFF und des Berufsstands desFotodesigners

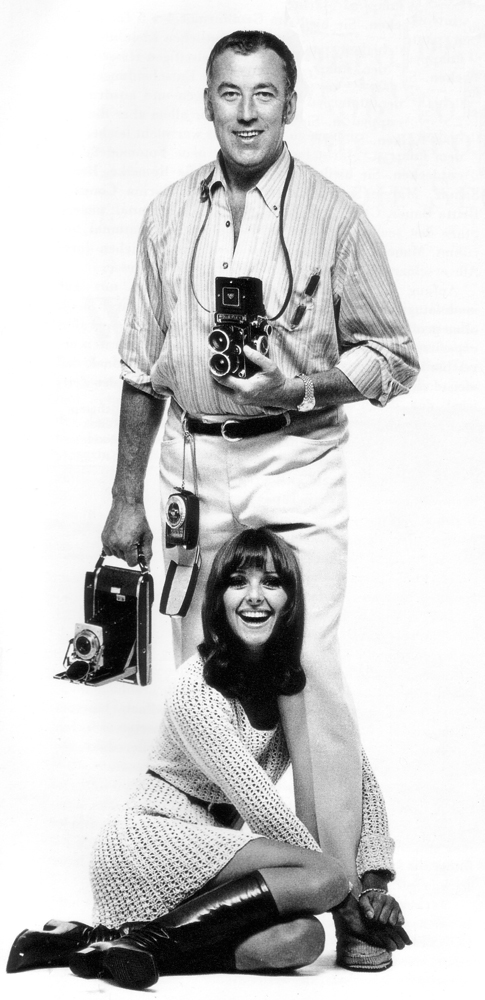
Selbstporträt von Walter E. Lautenbacher mit dem Model Britta Bauer für die Ausstellung „Commercial Photography“, 1967.

Im Jahre 1967 veranstaltete Lautenbacher mit seinen Berufskollegen Franz Lazi und Ludwig Windstosser die erste Ausstellung ihrer Art mit dem Namen Commercial Photography in Stuttgart im Wilhelmspalais. Das besondere an der Ausstellung war, dass erstmals kommerzielle Fotografie, also z. B. Werbe- und Modefotografie als Kunst dargestellt wurde. Dies war bis dato nur Fotografie vorbehalten, die „um ihrer Selbst willen“ entstanden war, also eines kommerziellen Auftrags entbehrte.
Inspiriert durch den Erfolg und das große Echo auf die Ausstellung beschloss Lautenbacher, beim Finanzgericht zu erstreiten, dass auch kommerzielle Fotografen als Künstler anerkannt werden können. Lautenbacher verlor den Rechtsstreit in erster Instanz, klagte jedoch erneut, so dass der Fall in zweiter Instanz vom Bundesfinanzhof entschieden wurde.
Der Bundesfinanzhof folgte Lautenbachers Klage, so dass er die Revision gewann. Dies hatte die steuergesetzliche Folge, dass nicht mehr alle Berufsfotografen zwingend in der Handwerksrolle eingetragen sein mussten und damit automatisch der Gewerbesteuer unterlagen. Wenn ihrer Arbeit nachweislich ein bestimmtes künstlerisches Element inhärent ist, können sie nunmehr als Künstler und somit als Freiberufler tätig sein, die von der Gewerbesteuer befreit sind.
Auszug des Urteils vom 10. März 1960 des IV. Senats des Bundesfinanzhofes in München unter dem Aktenzeichen IV-105-58, veröffentlicht in der höchstrichterlichen Finanzrechtsprechung von 1961 in Heft 3 auf Seite 51 und 52 als Urteil Nr. 52:
„Die künstlerische Eigenschaft seiner Werke* sei durch das Gutachten des Sachverständigen der Oberfinanzdirektion zur Begutachtung von Photographen auf ihre Künstlereigenschaft im Sinne des § 4 Ziffer 17 des Umsatzsteuergesetzes festgestellt. Danach seien seine Arbeiten durchweg von höchster Qualität, bestechender Fülle des Einfalls und von brillanter Komposition. Das Gutachten komme deshalb zu dem Ergebnis, daß die künstlerische Eigenschaft seines Schaffens außer jedem Zweifel stehe.“ (* gemeint ist Walter E. Lautenbacher).
Angetrieben durch diesen steuerpolitisch für die Berufsgruppe der kommerziellen Fotografen durchaus brisanten Erfolg, beschloss Lautenbacher einen Berufsverband für professionelle Fotografen zu gründen, um deren Interessen in Zukunft besser zu vertreten. Außerdem bedurfte es einer Institution, die beurteilen konnte, welche Arbeit den künstlerischen Ansprüchen genügte, um tatsächlich den Status des Künstlers – und damit Freiberuflers – zugesprochen zu bekommen. Am 18. Januar 1969, um 17.30 Uhr, kam es nach 9 Jahren der Vorbereitung in Lautenbachers privaten Wohnung in Stuttgart zusammen mit seinen befreundeten Berufskollegen Franz Lazi und Ludwig Windstosser und den Kollegen Robert Häusser, Willi Moegle und Dr. Wolf Strache zur Gründung des Bundes Freischaffender Fotografen (BFF). Um den künstlerischen Anspruch des neuen Berufstands zu untermauern, popularisierte Lautenbacher wenig später dafür den Begriff Fotodesigner. Diese Bezeichnung fand schnell Akzeptanz, so dass der BFF in Bund Freischaffender Foto-Designer umbenannt wurde. Heutzutage ist Fotodesigner eine offizielle Berufsbezeichnung und der BFF zu einer weithin anerkannten Standesorganisation angewachsen. Dieser Verband versteht sich bis heute als offizieller Berufsverband kommerzieller Fotografen mit künstlerischem Anspruch auf höchstem Niveau. Ein Beitritt erfordert das positive Urteil einer zehnköpfigen hochkarätigen Jury. Dies hat zum Ziel, zum einen den elitären Anspruch des Verbands zu sichern und zum anderen, dass eine Aufnahme beim BFF auch für die Finanzämter als Nachweis des erforderlichen „künstlerischen Anspruchs“ ausreichend ist, um sie als Freiberufler zu akzeptieren.
Lautenbacher war von 1969 bis 1985 gewählter Vorstandssprecher des BFF. 1985 beschloss er, nicht erneut für das Amt des Vorstandssprechers zu kandidieren. Im selben Jahr wurde er zum Ehrenvorstand ernannt.
Mit seinem Bestreben, auch hochwertige kommerzielle Auftragsfotografie als Kunst anerkannt wissen zu wollen, führte Lautenbacher gewissermaßen das Werk seines Vaters Georg Heinrich Emmerich fort. Dieser galt als heißer Verfechter des Piktorialismus, einer Stilrichtung, die ihre Blütezeit Ende des 19. Jahrhunderts bis zum Ersten Weltkrieg hatte und die grundsätzlich beweisen wollte, dass Fotografie ein vollwertiges künstlerisches Ausdrucksmittel sein kann und nicht nur eine Technik zur Ablichtung von Motiven. Auch die von Emmerich 1900 gegründete Lehr- und Versuchsanstalt für Photographie setzte sich lange für diese Stilrichtung ein.

### Weitere Tätigkeiten

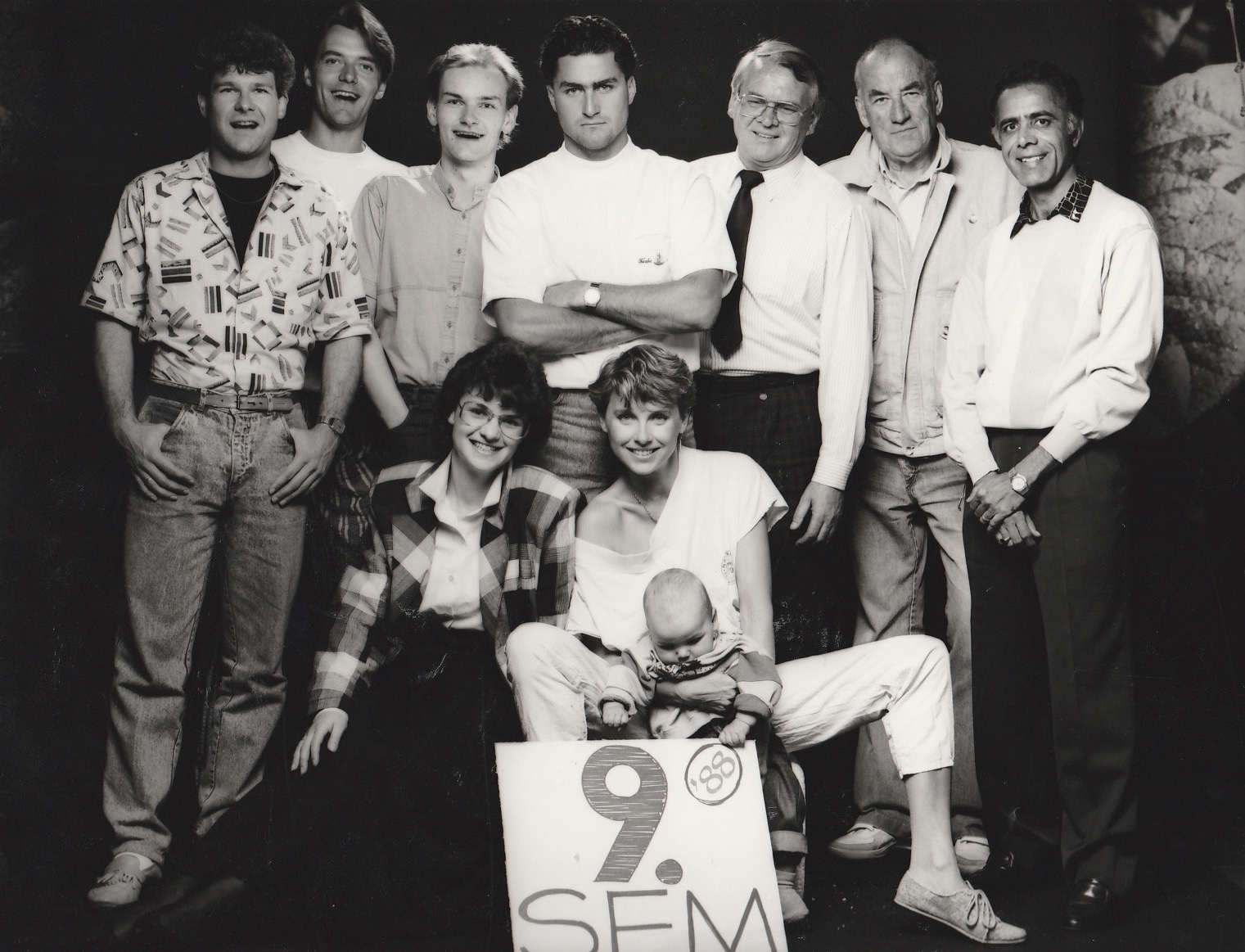
Gruppenbild aller Seminarteilnehmer 1988 des Seminar-Studio für Modefotografie - SFM mit Walter E. Lautenbacher (zweiter von rechts) und seinem Assistenten Marc Lautenbacher (zweiter von links).

Lautenbacher war Vorstandsmitglied des Deutschen Designertag e. V. sowie Fachjuror im Verband Bildender Künstler. Alle seine Erfahrungen, die er bei der Arbeit für die Moderedaktionen gewonnen hatte, flossen in seine Aufgaben für die Industrie mit ein und umgekehrt. Diese profunden, praxiserprobten Kenntnisse kamen seinen Schülern zugute, die er in seinem Seminar-Studio für Modefotografie unterrichtete. Dieses offiziell genannte Seminar-Studio für Modefotografie Walter E. Lautenbacher - SMF bestand von 1981 bis zum Jahr 1991 in Leonberg bei Stuttgart.
Im Verlauf von zehn Seminartagen wurde in zwei Schwerpunkten unterrichtet:
A) Modefotografie im Studio: Kleidermode für Damen und Herren, Pelzmode, Bademode, Schmuck, Accessoires, Porträt, Make-up, Strumpfmode, Wäschemode mit jeweils spezifischer Lichtsetzung mit der Studio-Blitzlicht-Anlage, Farbunschärfen sowie die von Lautenbacher erfundene „Fettscheibe“.

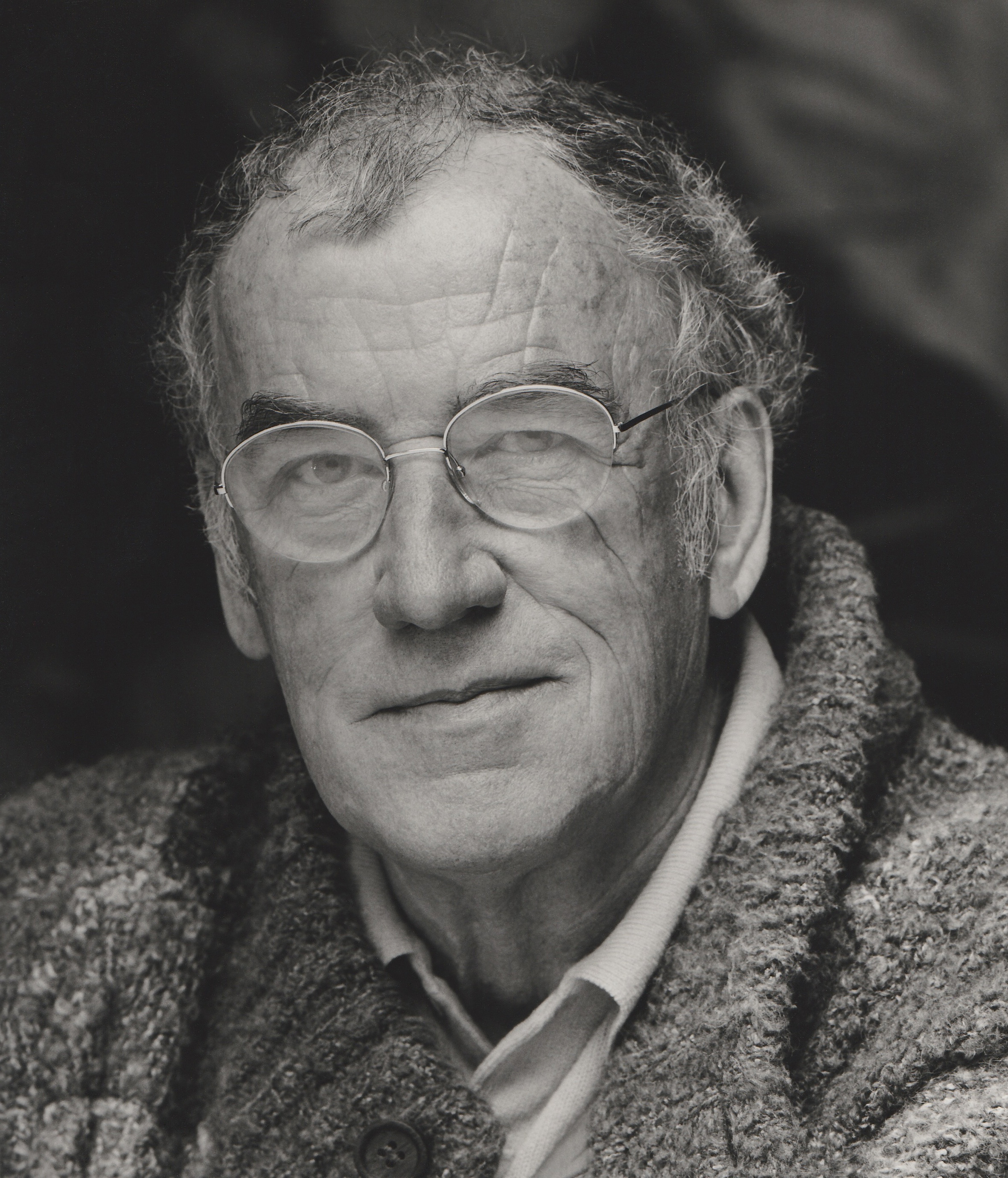
Walter E. Lautenbacher im Jahr 1988 in seinem Studiohaus in Leonberg, fotografiert von seinem Sohn Marc Lautenbacher in einer speziell gebauten Lichtbox für Portraitfotos.

B) Modefotografie on Location: in Szene setzen der Mode bei Tageslicht und an besonders fotogenen Orten, der Gebrauch von Bewegungsunschärfe, Einsatz von Statisten sowie die Arbeit im Team mit Moderedakteuren, Stylisten und Kamera-Assistenten.
Jeder Kursus war ein Intensivkurs mit maximal 10 Teilnehmern. Es wurden darüber hinaus mit Walter E. Lautenbacher befreundete Fotografen, Art-Direktoren und Inhaber von Werbeagenturen als Gastdozenten eingeladen, die über ihre Tätigkeit in Bezug auf die Modefotografie referierten. Zum Abschluss des Studienplans referierte Lautenbacher über die Zusammenarbeit mit Modellagenturen, Organisation von Fotoexpeditionen, Kalkulation, über Rechtsfragen und Bildarchive.

### Studiohaus

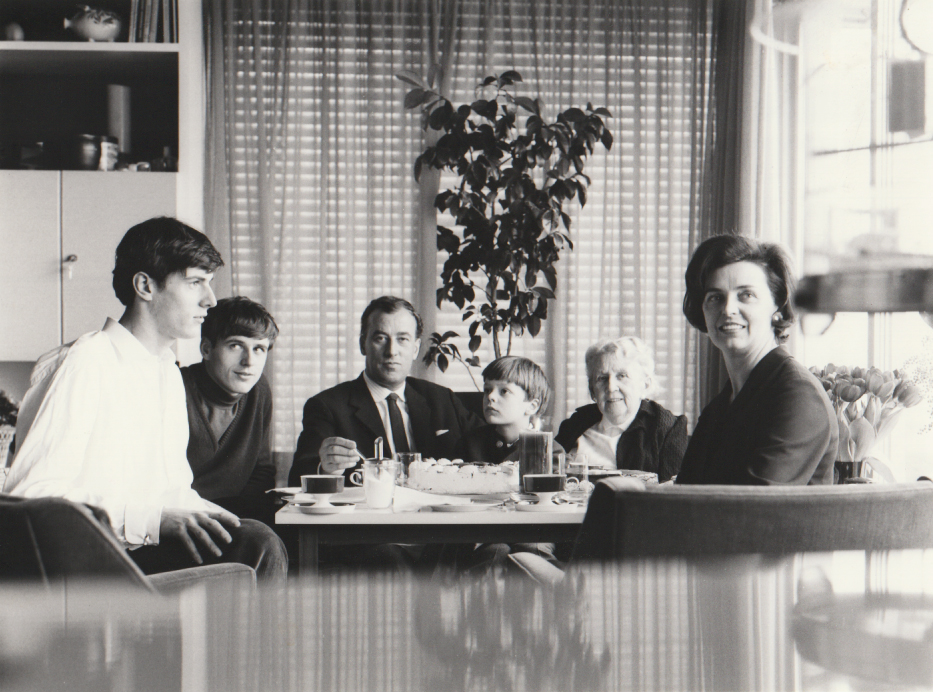
Walter E. Lautenbacher im Kreis seiner Familie in Leonberg am 17. Februar 1965 zum 85. Geburtstag von seiner Mutter: v. l. n. r. Sohn Klaus und Heinz, Walter E. Lautenbacher, Sohn Marc, seine Mutter Bertha-Marie Wiese und seine erste Frau Lore-Marie Lautenbacher.

1972/74 erfüllte sich Lautenbacher einen Lebenstraum und baute ein Studiohaus in Leonberg auf dem Engelberg. Das Besondere an diesem dreigeschossigen Gebäude war die Verwebung von Wohnen und Arbeiten mit dem privat genutzten Wohnteil, einem Tageslichtstudio sowie eines Entwicklungslabors für Schwarz-Weiß-Filme. So konnten die privat genutzten Wohnräume mit Hilfe von motorgetriebenen Verdunkelungsrollos hermetisch abgedunkelt und in ein Kunstlicht-Studio verwandelt werden. Das Objekt wurde von dem Architekten Harry G. H. Lie des renommierten Stuttgarter Architekturbüros Bächer-Lie entworfen.
Auf über 220 Auslandsreisen, die er zum größten Teil selbst organisierte, fotografierte Lautenbacher im Dienste der Mode. Viele gute Freundschaften waren ihm von diesen Reisen erhalten geblieben, u. a. mit Eileen und Jerry Ford, Inhaber der seinerzeit weltgrößten Modelagentur Ford Models in New York.

### Privat
Walter E. Lautenbacher heiratete im Alter von 23 Jahren mitten im Zweiten Weltkrieg seine erste Frau Lore-Marie, geborene Haubs, am 10. Juli 1943 in München. Sie schenkte ihrem Mann drei Kinder: Klaus Georg, geboren 1944 in Schlackenwerth (heute Ostrov in der Tschechischen Republik); Heinz Walter, geboren 1947 in Dorfen/Markt in Bayern und Marc Ernst, geboren 1956 in Stuttgart.
Alle drei Jungen erhielten eine Berufsausbildung in verschiedenen visuellen Berufen an renommierten, deutschen Privatschulen und arbeiteten darüber hinaus im Erwachsenenalter bei ihrem Vater als Fotoassistenten. Sie leben heute in München, London (England) und Québec City (Kanada).
1957 ließ sich Lautenbacher von seiner Frau Lore-Marie scheiden. Fast 20 Jahre später heiratete er 1975 ein zweites Mal, und zwar das Fotomodel Juliane Biallas. Aus dieser Verbindung ging der Sohn Tom Hans Werner hervor, der 1976 in Leonberg geboren wurde und der heute in Berlin lebt.
Walter E. Lautenbacher starb im Alter von 80 Jahren am 10. August 2000 in seinem Studiohaus in Leonberg, der großen Kreisstadt nahe Stuttgart in Baden-Württemberg. Er wurde auf dem Waldfriedhof der Stadt Leonberg beigesetzt.

## Werke
Das Archiv Walter E. Lautenbacher umfasst mehr als 7000 Fotos. Einige seiner Bilder sind als Vintage Prints im Museum für Kunst und Kulturgeschichte Dortmund zu sehen sowie in den Sammlungen WANING und SCHUPMANN. Ein wesentlicher Teil des Archives befindet sich in London (Großbritannien) und wird von seinem dort lebenden Sohn Heinz W. Lautenbacher verwaltet. Ein weiterer Teil befindet sich bei seinem Sohn Marc Lautenbacher in Kanada.

## Zitate
"Das wichtigste Werkzeug des Fotografen ist das Licht".
Inszenierte Modefotografie 1953–1983 und wie sie entstand. Eine Chronologie. Verlag Cantz, Ostfildern 1994, Seite 132.
"Es ist nicht falsch zu behaupten, daß Fotomodels wenigstens zu 50 Prozent am Gelingen eines guten Modefotos beteiligt sind".
Inszenierte Modefotografie 1953–1983 und wie sie entstand. Eine Chronologie. Verlag Cantz, Ostfildern 1994, Seite 141.
"Modefotografie soll die Einflüsse des Zeitgeistes, soll das Modeempfinden der Zeitgenossen widerspiegeln. Sie soll nicht Abklatsch banaler Wirklichkeit sein, sondern neue Trends interpretieren".
Inszenierte Modefotografie 1953–1983 und wie sie entstand. Eine Chronologie. Verlag Cantz, Ostfildern 1994, Seite 131.

## Veröffentlichungen
- 1994 - Inszenierte Modefotografie 1953–1983 und wie sie entstand. Eine Chronologie., ISBN 3-89322-677-X, ausgezeichnet mit dem Kodak Fotobuch Preis '94
- 1997 - Goldene Jahre, Ewiger Wandkalender mit 12 Fotos, veröffentlicht im Eigenverlag Walter E. Lautenbacher, Leonberg
- 2000 - Mode, Models und ihr Fotograf, ISBN 3-933989-06-X, Lautenbacher erzählt in Form von 25 Kurzgeschichten, die er selbst verfasst hat, seine Erlebnisse während einiger seiner Modefoto-Expeditionen in den Jahren 1958–1975

## Preise, Auszeichnungen und Ehrungen
- 1949 - Erster Platz im Wettbewerb der Bayerischen Staatslehranstalt für Lichtbildwesen mit dem Foto: Tod der Kerze
- 1967 - Goldene Plakette für hervorragende Leistung, Fotoausstellung Europäische Fotografen '67 des VDAV (heute DVF) in Berlin
- 1976 - Bronzenes Objektiv, Nikon Photo Contest International 1976, Japan
- 1985 - Ernennung zum Ehrenvorstand des Bundes Freischaffender Fotografen (BFF)
- 1989 - George Eastman-Medaille in Gold für besondere Verdienste um die Fotografie
- 1994 - Kodak Fotobuch Preis '94 für das Buch Inszenierte Modefotografie 1953–1983 und wie sie entstand. Eine Chronologie.
- 1994 - Der BFF veröffentlicht eine Cinderella-Briefmarke (siehe Abbildung) zum 25-jährigen Bestehen des Berufsverbands. Die Marke zeigt die Konterfeis von Walter E. Lautenbacher, Franz Lazi und Ludwig Windstoßer, die 1969 den Gründungsvorstand bildeten
- 1995 - Bronze-Medaille beim Wettbewerb in der Kategorie Stillife, Kodak Panther Contest
- 2009 - Die Galerie der Stadt Pforzheim präsentiert die "BFF-Ehrenmitglieder-Galerie" (Memento vom 29. Juni 2021 im Internet Archive)

## Literatur

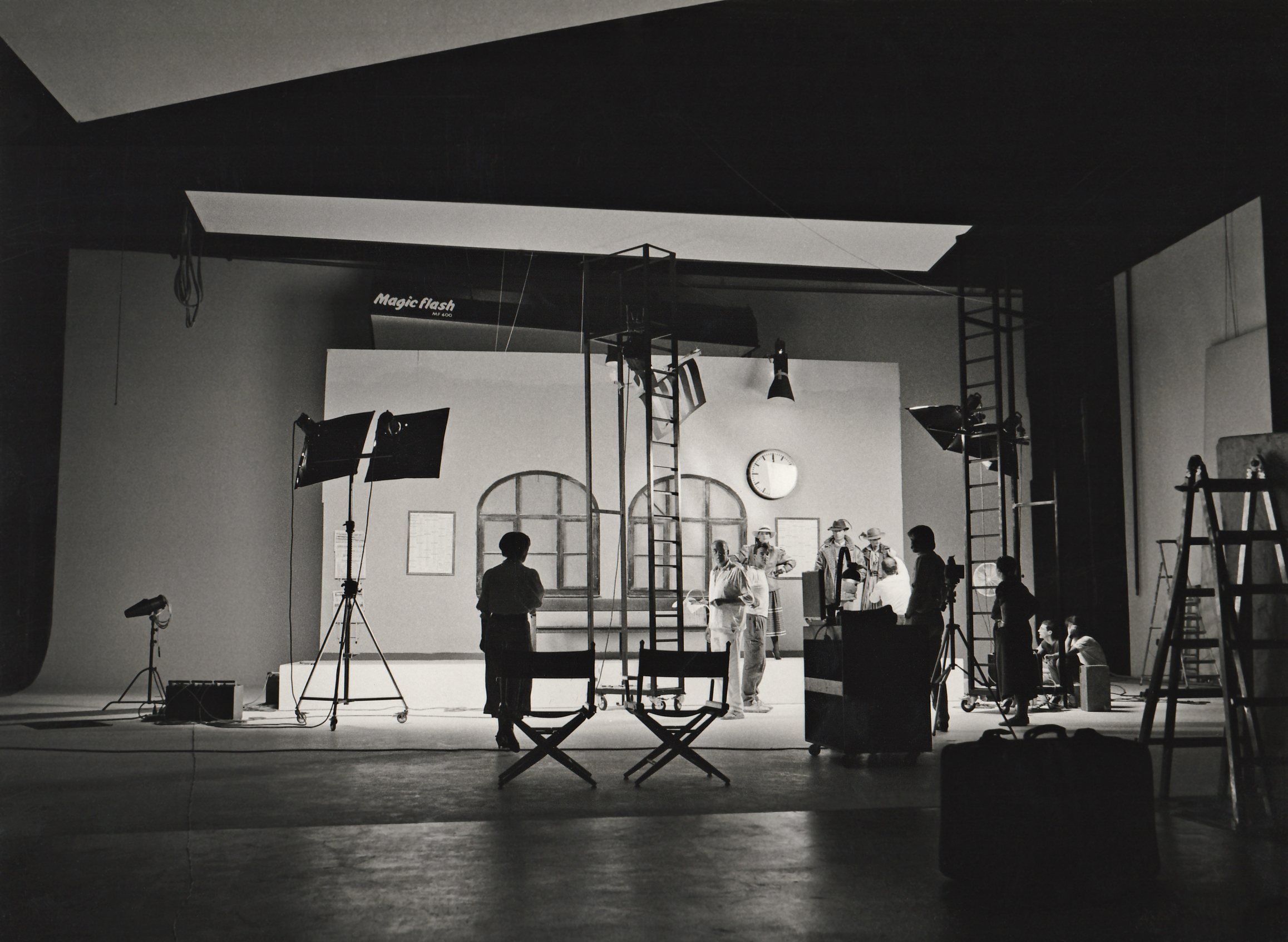
Fotoproduktion zur Pelzpromotion 1983 im René Staudt Studio, Leonberg. Um das Bildthema zu dramatisieren, wurde für das Foto extra eine Bahnhofskulisse aufgebaut. Walter E. Lautenbacher Mitte rechts, in die Kamera schauend, daneben sein Assistent Marc Lautenbacher.

## In den Medien
- 1958 - magnum – Die Zeitschrift für das moderne Leben, Thema: Die Situation der Frau. Verlag M. DuMont Schauberg, Heft Nr. 16 vom Februar 1958. Mit Fotos von Rolf Winquist, Wolfgang Roth, Mario Garrubba, Elisabeth Niggemeyer, Kurt Blum, Roger Mayne, Michael Friedel, Sabine Weiss, Charles Wilp, Wolfgang Haut, Willy Wullschlager, Henri Cartier-Bresson, Horst Baumann, Walter E. Lautenbacher, Hubs Flöter, Otto Steinert, Loet Steenbergen, Sem Presser, Herbert List u. a.,[11]
- 1974 - Das deutsche Nachrichtenmagazin Der Spiegel, Artikel: Photomodelle – Schnurre, schnurre. In: Der Spiegel. Nr. 41, 1974, S. 97 (online).
- 1975 - Das deutsche Lichtbild. Jahresschau 1975. Hg. von Wolf Strache und Otto Steinert. Farb- und SW Photographien, Verlag DSB Dr. Wolf Strache, Stuttgart

- 1979 - ZOOM - Das Magazin für Foto und Film, Verlag Laterna Magica, München, Ausgabe 12/1979 - Rubrik Schwarz-Weiss-Fotografie, Beitrag auf Seite 58–63: Momente des Sehens
- 1985 - Stuttgarter Zeitung vom 23. Februar 1985 - Feuilleton, Seite 37, Artikel: Mode-Schule, W. E. Lautenbacher fünfundsechzig
- 1985 - Stuttgarter Zeitung vom 13. Juli 1985 - Feuilleton, Seite 50, Schwarz-Weiss-Fotografie von Walter E. Lautenbacher
- 1990 - Stuttgarter Zeitung vom 23. Februar 1990 - Feuilleton, Seite 23, Artikel: Pate der Fotodesigner, W. E. Lautenbacher ist siebzig
- 1991 - Dokumentarfilm von Franz Lazi, Stuttgart – Bilder einer liebenswerten Stadt: Gastauftritt
- 1994 - Stuttgarter Zeitung vom 18. Juni 1994 - Aus Stuttgart, Seite 36, Bild-Artikel: Wie man den Aufhänger zum Aufhänger macht. Der Bund Freischaffender Foto-Designer feiert das erste Vierteljahrhundert seines Bestehens - mit Bildern für die Anhänger, Schwarz-Weiss-Fotografie von Walter E. Lautenbacher
- 2000 - Stuttgarter Zeitung vom 23. Februar 2000 - Kultur, Seite 32, Artikel: Mit Sinn für Chic und klarem Interesse. Zum achtzigsten Geburtstag des Modefotografen Walter E. Lautenbacher
- 2000 - Stuttgarter Nachrichten vom 22. Februar 2000 - Stuttgart, Seite 19 Bild-Artikel: Mode an schönen Frauen in Szene gesetzt, Der Stuttgarter Modefotograf Walter E. Lautenbacher feiert seinen 80. Geburtstag
- 2000 - TV-Reportage vom 1. Oktober 2000 im Südwestrundfunk, SWR Kultur Café: Ein Leben für die Mode – Porträt des Stuttgarter Fotografen Walter E. Lautenbacher

## Ausstellungen und Ausstellungsbeteiligungen
- 1963 - Einzelausstellung auf der Photokina (Photo- und Kino-Ausstellung) vom 16. bis 24. März 1963 in Köln. Premiere seiner Methode der „Fettscheibe“, ein selbst herzustellender, variabler Weichzeichner für die Mode- und Werbefotografie, Ausstellungskatalog der Messe- und Ausstellungs-Gesellschaft, 1963, 180 Seiten[12]

- 1967 - Einzelausstellung "Commercial Photography" unter Teilnahme der Fotografen Franz Lazi und Ludwig Windstosser im Wilhelmspalais, Stuttgart (seit 14. April 2018 StadtPalais – Museum für Stuttgart)[13]

- 1979 - Jubiläumsausstellung der Gesellschaft Deutscher Lichtbildner, "Fotografie 1919-1979 made in Germany : Die GDL-Fotografen" in München mit Ausstellungskatalog von Walter Boje, Gesellschaft Deutscher Lichtbildner, Umschau Verlag, Frankfurt am Main, 1979, S. 208–211[14]

- 1994 - Gruppenausstellung "25 Jahre Bund Freischaffender Foto-Designer BFF", Fotoschau von BFF-Mitgliedern in der Landesbank, Stuttgart[15]

- 1998 - Gruppenausstellung "Fotografie in Deutschland nach 1945. Die Sammlung Schupmann", Museum Museumsverein im Schloss Bad Arolsen[16]

- 1999 - Gruppenausstellung "Zeit Blicke: 30 Jahre Fotografie in Deutschland; 30 Jahre BFF, Bund Freischaffender Foto-Designer" im Museum für Kunst und Gewerbe, Hamburg[17]

- 2000 - Gruppenausstellung "Zeit Blicke: 30 Jahre Fotografie in Deutschland; 30 Jahre BFF, Bund Freischaffender Foto-Designer" vom 15.6. bis 3.9.2000 in der Galerie der Stadt Stuttgart. Ausstellungskatalog beim Hatje Cantz Verlag GmbH, 1999, 543 Seiten

- 2000 - Gruppenausstellung "Lehrjahre - Lichtjahre: Die Münchener Fotoschule von 1900 bis 2000", Münchener Stadtmuseum, München[18] mit Ausstellungskatalog und Abbildung auf Seite 140 und 263.

- 2000 - Gruppenausstellung "Grosse Ausstellung - Bund Freischaffender Foto-Designer BFF", Fotoschau mit 200 BFF-Mitgliedern und 600 Werken im Kunstmuseum, Stuttgart[19]

- 2001 - Gruppenausstellung "Schwarzweiß Fotografie in Deutschland nach 1945" in der Sammlung Schupmann, Museum für Photographie in Braunschweig[20]

- 2001 - Gruppenausstellung "Klassische Photographie" der Sammlung von Dr. Michael Schupmann im Kunstverein Rüsselsheim[21]

- 2002 - Gruppenausstellung "Schwarzweiß Fotografie in Deutschland nach 1945" in der Sammlung Schupmann, Stadt-Museum Münster/Westfalen

- 2005 - Einzelausstellung "Walter E. Lautenbacher - Vintage Prints 1961 bis 1979" im Antiquariat Schneider-Henn, München[22]
- 2009 - Gruppenausstellung „BFF-Ehrenmitglieder-Galerie 1969 bis 2009“, Fotoschau zum 40-jährigen Bestehen des Bund Freischaffender Fotodesigner (BFF) mit Werken von Ehrenmitgliedern und Ehrenvorständen des BFF in der Pforzheim Galerie der Stadt Pforzheim. Eröffnung durch Kulturamtsleiterin Isabel Greschat, am Sonntag, den 25. Oktober 2009[23]

- 2013 - Gruppenausstellung "Analog und Schwarzweiß: Fotografie in Westdeutschland 1945 bis 2015" in der Sammlung Schupmann, Stadtmuseum Bad Hersfeld

- 2018 bis 2019 - Gruppenausstellung "Analog und Schwarzweiß: Fotografie in Westdeutschland 1945 — 2015 aus der Sammlung Schupmann", Kunsthalle Erfurt[24]
- 2019 - Symposium im Haus der Photographie "50 Jahre BFF" sowie Ausstellung "Ikonen" mit Werken renommierter Mitglieder vom 20. bis 29. September 2019, Halle 3B im Oberhafenquartier, Hamburg[25]
- 2020 - Gruppenausstellung "Fotografie in Westdeutschland" in der Sammlung Schupmann, Museum im Kulturspeicher Würzburg mit Ausstellungskatalog, Michael Imhof Verlag GmbH & Co KG, 2020, Petersberg, 352 Seiten, Abbildungen auf Seite 190–193 sowie Seite 346[26]
- 2021 - Gruppenausstellung "BFF-Ikonen" mit Werken bekannter Mitglieder und Ehrenmitglieder aus der BFF-Sammlung, Regierungspräsidium am Rondellplatz, Karlsruhe[27]
- 2021 - Gruppenausstellung "Fotografie in Westdeutschland" in der Sammlung Schupmann, Landesmuseum Kunst & Kultur, Schloss Oldenburg[28] mit Ausstellungskatalog, Michael Imhof Verlag GmbH & Co KG, 2020, Petersberg, 352 Seiten, Abbildungen auf Seite 190–193 sowie Seite 346
- 2021 - Gruppenausstellung "Fotografie in Westdeutschland" in der Sammlung Schupmann, Museumsverein im Schloss Bad Arolsen[29][30] mit Ausstellungskatalog, Michael Imhof Verlag GmbH & Co KG, 2020, Petersberg, 352 Seiten, Abbildungen auf Seite 190–193 sowie Seite 346
- 2023 - Gruppenausstellung "Fotografie in Westdeutschland" in der Sammlung Schupmann, Kulturverein Zehntscheuer e. V., Rottenburg am Neckar[31]
- 2023 - Gruppenausstellung als Lichtbildshow "Schwarz-Weiß-Fotografie in Westdeutschland 1945 bis 2000" in der Sammlung Schupmann, Kulturverein Bad Hersfeld e. V.[32]
- 2023 - Konferenz als Lichtbildshow per Beamer "Fotografie in West-Deutschland, 1945 - 2000 (2020)" in der Sammlung Schupmann, exklusiv für die rund 6.000 Mitglieder des DVF - Deutscher Verband für Fotografie, Berlin[33]
- 2023 - Konferenz als Lichtbildshow per Beamer "Fotografie in West-Deutschland, 1945 - 2000 (2020)" in der Sammlung Schupmann, exklusiv für Mitglieder zur Jahrestagung[34] der DFA - Deutsche Fotografische Akademie, Deichtorhallen, Hamburg[35]
- 2024 - Gruppenausstellung "Schwarz-Weiss-Fotografie in Westdeutschland nach 1945" in der Sammlung Schupmann, Museum der Stadt Bad Hersfeld, Kapitelsaal des Museums im Stiftsbezirk[36]